# Mạc Minh Quang
Mạc Minh Quang (sinh ngày 25 tháng 10 năm 1966) là thẩm phán trung cấp người Việt Nam. Ông hiện giữ chức vụ Chánh án Tòa án nhân dân tỉnh Hải Dương (từ 1 tháng 7 năm 2018).

## Tiểu sử
Mạc Minh Quang sinh ngày 25 tháng 10 năm 1966.
Mạc Minh Quang có bằng Cử nhân Luật.
Tháng 9 năm 2014, Mạc Minh Quang là học viên sau đại học khóa 2013 chuyên ngành Luật hình sự và Tố tụng hình sự tại Khoa Luật, Đại học Khoa học xã hội và nhân văn, Đại học Quốc gia Hà Nội.
Ngày 22 tháng 6 năm 2018, Mạc Minh Quang được trao Quyết định số 866/QĐ-TCCB ngày 14 tháng 6 năm 2018 của Tòa án nhân dân tối cao Việt Nam bổ nhiệm giữ chức vụ Chánh án Tòa án nhân dân tỉnh Hải Dương nhiệm kì 5 năm kể từ ngày 1 tháng 7 năm 2018 thay cho ông Đào Đình Hân nghỉ hưu theo chế độ nhà nước. Lúc này Mạc Minh Quang 51 tuổi, đang là Thẩm phán trung cấp, Phó Chánh án thường trực Tòa án nhân dân tỉnh Hải Dương.